# Poder público
Poder público é o conjunto dos órgãos com autoridade para realizar os trabalhos do Estado, constituído de Poder Legislativo, Poder Executivo e Poder Judiciário.
A expressão é utilizada também no plural (poderes públicos), também chamados de poderes políticos. Em sentido amplo, representa o próprio governo, o conjunto de atribuições legitimadas pela soberania popular.